# أنتيو عثمانلاري
انتيو عثمانلاري (بالألبانية: Anteo Osmanllari‏) (11 أكتوبر 1998 بكورتشي في ألبانيا - ) هو لاعب كرة قدم ألباني في مركز الهجوم.

## وصلات خارجية
- أنتيو عثمانلاري على موقع الاتحاد الأوربي (الإنجليزية)
- أنتيو عثمانلاري على موقع قاعدة بيانات كرة القدم.إي يو (الإنجليزية)
- أنتيو عثمانلاري على موقع Soccerway.com (الإنجليزية)